# Dolmen del Gigante

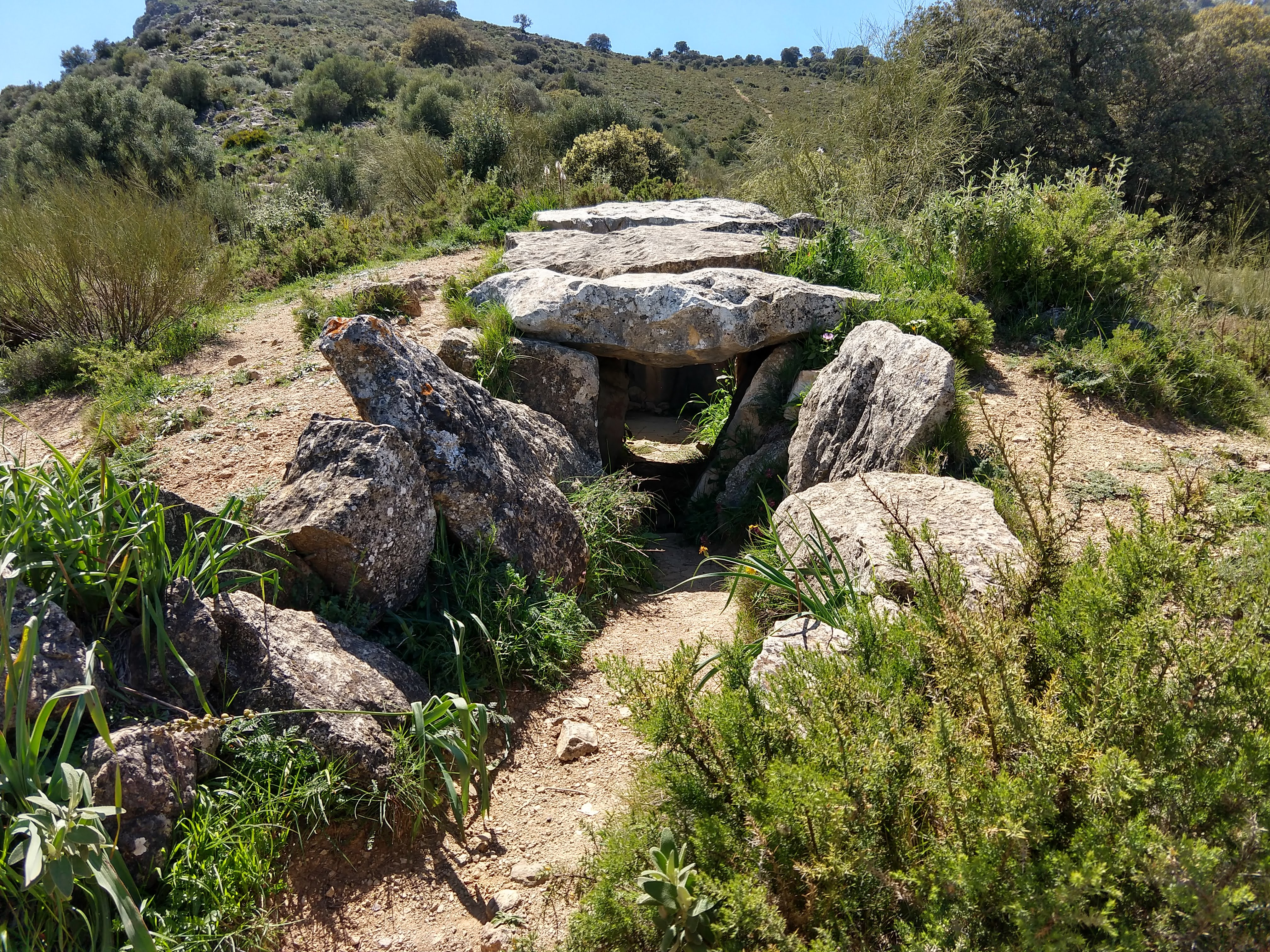
Dolmen del Gigante

Der Dolmen del Gigante (auch „El Charcón“, deutsch „Dolmen der Riesen“) liegt in den „Cerro de Algarin“ (Kalksteinhügel), etwa einen Kilometer von El Gastor in der Provinz Cádiz in Andalusien in Spanien.
Der „Dolmen del Gigante“ ist eine etwa 6000 Jahre altes Galeriegrab. Der Gang ist 7,0 Meter lang und 1,0 Meter breit und erweitert sich vor der Kammer auf 1,55 Meter. Er ist etwa 0,5 Meter hoch und steigt zur Kammer hin auf 1,0 Meter an. Die Kammer ist 1,5 Meter lang. Der Dolmen gehört zu den größeren in der Provinz Cádiz und ist trotz der Raubgrabungen in gutem Zustand. Lediglich einige Tragsteine der rechten Seite sind stärker verkippt und einige Decksteine fehlen. Der Hügel ist bis etwa zur Decksteinhöhe erhalten.
Es wurden noch geschliffene Äxte, etwa 20 Pfeilspitzen und Tonscherben gefunden. 

Dolmen del Gigante
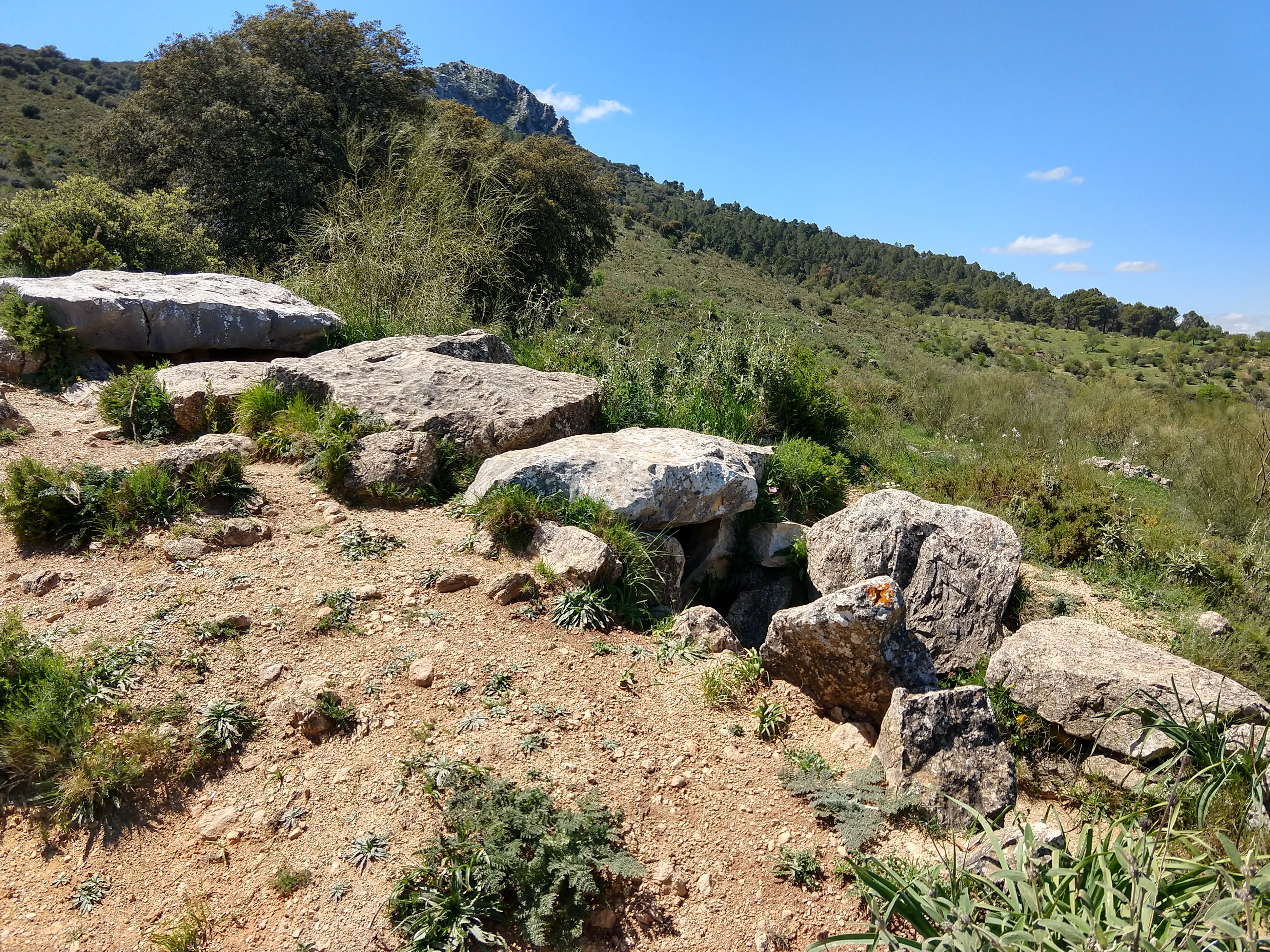
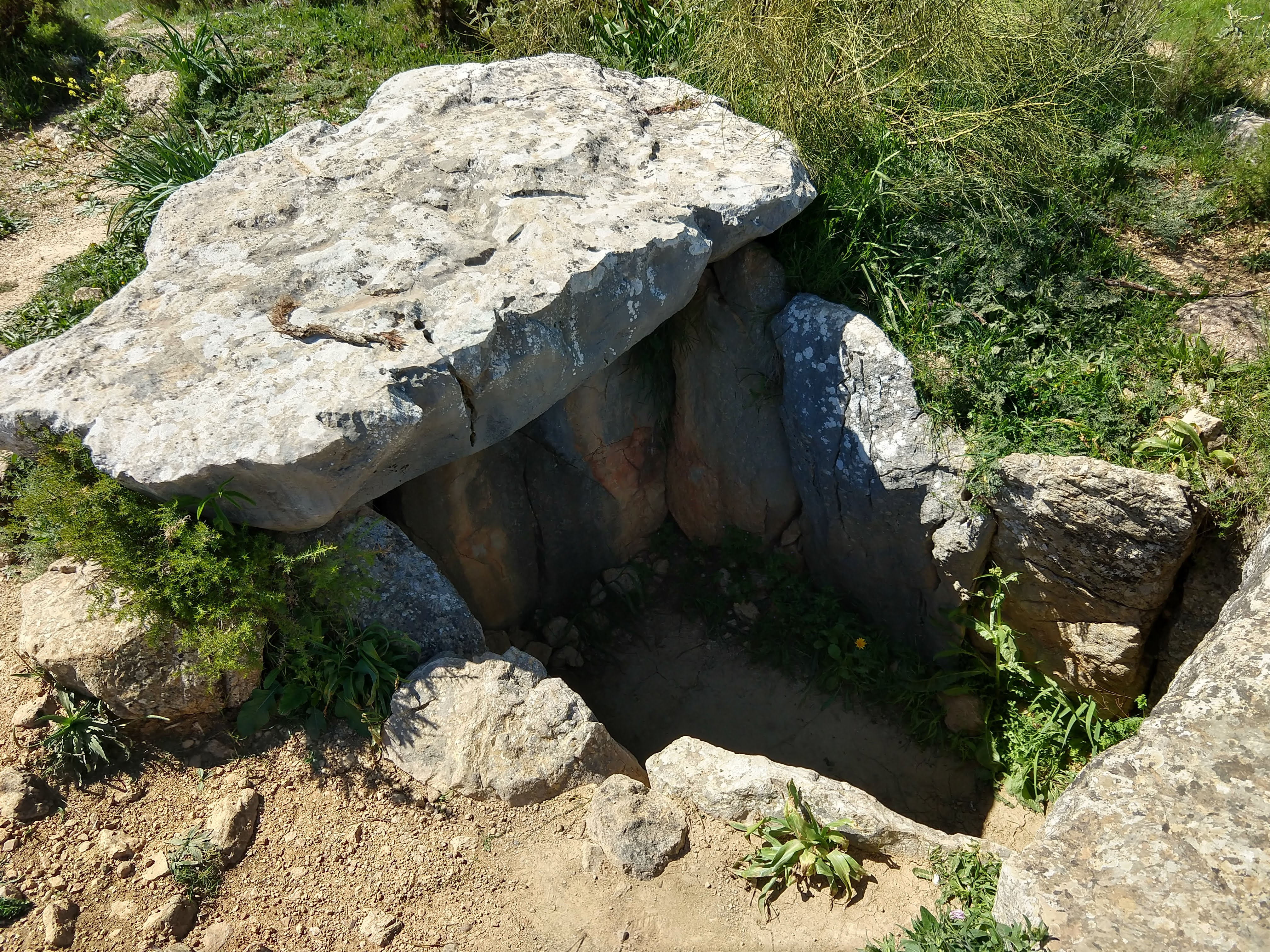
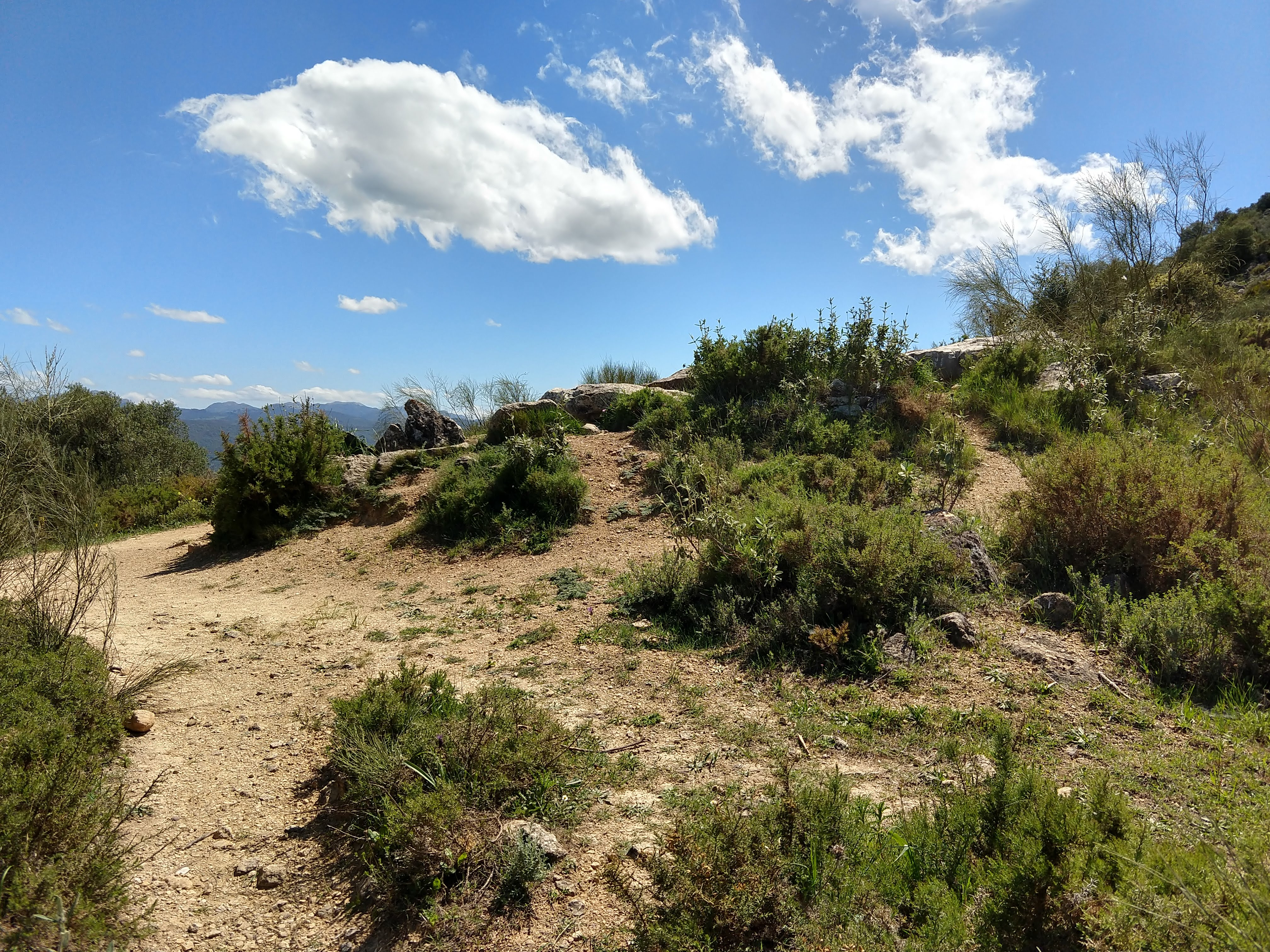